# 奧斯卡·維克托羅維奇·斯塔爾克
奧斯卡·路德維希·斯塔爾克（瑞典語：Oskar Ludvig Stark，俄語為奧斯卡·維克托羅維奇·斯塔爾克； 1846年8月16日—1928年11月12日），瑞典裔俄羅斯帝國海軍上將、北極探險家。以探索彼得大帝灣與遠東海域而聞名；在彼得大帝灣中有一海峽、韃靼海峽中一海灣以其為名。

## 生平

### 早年
斯塔爾克於1864年自聖彼得堡的海軍軍官學校畢業，在1874至1877年間曾擔任護衛艦「東方」號（Vostok）的指揮官，於北極海域、西伯利亞海岸進行測繪；也曾在1877-1878年的俄土戰爭中擔任砲艇「海獅」號（Sivuch）與「長女」號（Pervenets）的艦長。史塔克在1891年升任巡洋艦「弗拉基米爾‧莫諾馬赫」號（Vladimir Monomakh）的艦長；1898年時轉至俄羅斯太平洋艦隊任職，1902年晉升為海軍少將。

### 遠東與日俄戰爭
在遠東總督葉夫根尼·阿列克謝耶夫的提拔下，斯塔爾克於1898年就任关东州亞瑟港（今遼寧省大连市旅順口區）海軍基地指揮官，1902年時又兼任太平洋艦隊司令。
在日俄戰爭爆發之際，日本帝國海軍搶先向停泊在旅順的俄軍艦隊發動攻擊，但當時斯塔爾克正好在艦隊旗艦，戰列艦「彼得罗巴甫洛夫斯克号战列舰」號上為其夫人舉辦生日宴會，與會的將官們甚至將前來襲擊的日軍軍艦誤認為鳴放禮砲的餘興節目。日軍當日的攻擊成效不如預期，但斯塔爾克的無所作為（可能是總督的反對）卻招致了俄國輿論的嚴厲抨擊，致使史塔克在1904年2月24日遭到解職，由斯捷潘·馬卡羅夫海軍中將接替其職務。其後，斯塔爾克於1906年被調回黑海艦隊任職，並曾獲頒聖弗拉基米爾勳章，但他始終被認為必須對旅順的失敗負責。
斯塔爾克在1908年離開軍隊，轉入商界活動，曾擔任奧布霍夫國營工廠、伊若拉工廠的董事會主席。

### 一次大戰與俄國內戰
一次大戰開始後，斯塔爾克重新被召回軍中，被派往海參崴擔任西伯利亞分艦隊司令，指揮在日俄戰爭後留下的太平洋艦隊殘部。儘管他盡力維持了港口的開放，但因西伯利亞鐵路的惡劣路況，以及嚴酷的天氣都使得堆放在港口的補給品難以運出。俄國十月革命後，協約國軍隊隨即進行干預，登陸佔領了海參崴，以免當地的物資落入布爾什維克黨人之手；史塔克也成為了遠東白軍的領袖之一。
當紅軍在1922年10月步步進逼時，斯塔爾克召集了30艘勉強堪用的船隻，將大批居民撤離到朝鮮半島的元山，其中18艘船與四分之三的人員留在當地，接受日本紅十字會的庇護，但船隻則因過於老舊、缺乏燃料而無法航行，只能遭到廢棄。剩下的12艘船在斯塔爾克的率領下繼續前進，除了其中的驅逐艦「狄蒂莫夫」號（Dydymov）與運輸艦「亞洲」號（Asia）遭遇颱風而沉沒外，其餘10艘船、約三千人成功抵達上海。
中國當局並不歡迎這批難民與船艦，要求他們在48小時內離開，但斯塔爾克仍讓艦隊中的非海軍人員全部上岸，其中也包括了前白軍將領米哈伊爾·季捷里赫斯，隨後繼續前往菲律賓。他最終在菲律賓拍賣了殘留的艦艇，並將所得資金投入白俄難民的援助。俄羅斯帝國海軍的最後一面軍旗也是由他在1923年1月15日降下。
斯塔爾克晚年流亡芬蘭，於1928年11月12日在赫爾辛基逝世。